# Henri Uhlig
Henri Uhlig, né le 1er août 2001 à Regensburg, est un coureur cycliste allemand.

## Biographie
Henri Uhlig pratique le cyclisme depuis 2012. Auparavant, il jouait principalement au football. En 2017, il remporte la Coupe d'Allemagne chez les moins de 17 ans. En 2018, il devient sur piste champion d'Allemagne d'omnium juniors (17/18 ans). En janvier 2019, il est troisième du championnat d'Allemagne de cyclo-cross juniors. En 2020, il signe un contrat avec l'équipe continentale Rad-net Rose. Au printemps 2021, il prend la deuxième place de deux étapes de l'Istrian Spring Trophy. En août, il est champion d'Allemagne de course derrière derny avec Gerd Gessler à Niederpöring. 
En 2022, il rejoint l'équipe Alpecin-Fenix Development, liée à la formation professionnelle Alpecin-Fenix. En avril, il remporte le Gran Premio della Liberazione (une course italienne du calendrier espoir) à l'issue d'un sprint à trois. En mai, il gagne une étape de l'Alpes Isère Tour après un sprint massif.
Il commence sa saison 2023, avec une troisième place sur Gand-Wevelgem espoirs. Cinquième du Tour de Bretagne et quatrième de son championnat national espoirs (moins de 23 ans), il est ensuite lauréat d'une étape du Province Cycling Tour. En août de la même année, il participe aux mondiaux sur route en Écosse et termine 14e de la course des espoirs. Après avoir remporté la deuxième étape du Baltic Chain Tour, il est deuxième au classement général final à deux secondes d'Rait Ärm, où il remporte également le classement par points et le du meilleur jeune.
En 2024, il passe professionnel au sein de l'équipe World Tour Alpecin-Fenix.

## Palmarès sur route

### Par années
- 2020
  - 2e du Grand Prix de Buchholz
- 2022
  - Gran Premio della Liberazione
  - 1re étape de l'Alpes Isère Tour
- 2023
  - 2e étape du Baltic Chain Tour
  - 2e du Baltic Chain Tour
  - 3e de Gand-Wevelgem espoirs
  - 10e du championnat d'Europe sur route espoirs
- 2024
  - 3e de la Volta NXT Classic

### Classements mondiaux
| Année                                 | 2021  | 2022  | 2023 | 2024 |
| ------------------------------------- | ----- | ----- | ---- | ---- |
| Classement mondial                    | 2068e | 1123e | 576e | 507e |
| UCI Europe Tour                       | 1403e | 795e  | nc   | nc   |
|                                       |       |       |      |      |
| Légende : nc = non classéSource : UCI |       |       |      |      |

## Palmarès sur piste
- 2018
  -  Champion d'Allemagne d'omnium juniors
- 2021
  -  Champion d'Allemagne de course derrière derny
- 2024
  -  Champion d'Allemagne de course derrière derny

## Palmarès en cyclo-cross
- 2018-2019
  - 3e du championnat d'Allemagne de cyclo-cross juniors